# Kyriakos Mavronikolas
Kyriakos Mavronikolas (* 25. Januar 1955 in Paphos) ist ein zypriotischer Politiker der Kinima Sosialdimokraton (EDEK).
Nach seinem Abschluss an der Medizinischen Fakultät der Kapodistrias-Universität in Athen arbeitete Mavronikolas von 1990 an als Augenarzt. 2003 wurde er stellvertretender Vorsitzender der EDEK. Von 2003 bis 2006 war er zypriotischer Verteidigungsminister. 2009 wurde er in das Europäische Parlament gewählt. Am 31. August 2012 verließ er dieses jedoch, sein Nachfolger ist Sophocles Sophocleous.